# Castrignano del Capo
Castrignano del Capo ist eine italienische Gemeinde.

## Geografie
Die Gemeinde hat 5098 Einwohner (Stand 31. Dezember 2023). Sie liegt ca. 65,4 km von der Provinzhauptstadt Lecce entfernt und erhebt sich 121 Meter über den Meeresspiegel. Die Gemarkung umfasst 20,27 km². Die Fraktion Santa Maria di Leuca hat mit der Punta Ristola den südlichsten Punkt des Salento, des „Absatzes“ des italienischen Stiefels.

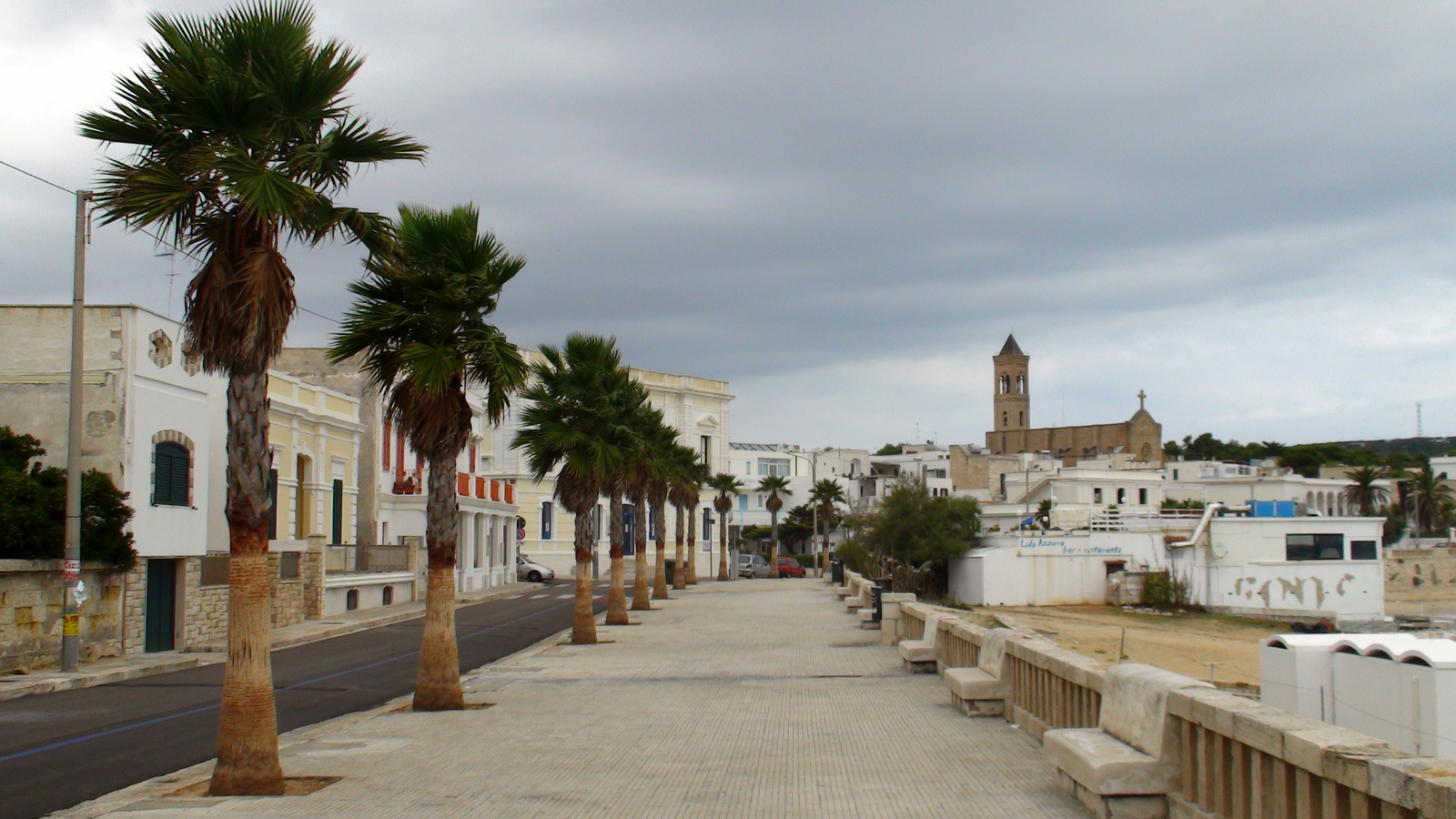

## Geschichte
Der Ortsname könnte von dem lateinischen castrum stammen.

## Verkehr
Der Bahnhof Morciano-Castrignano-Barbarano-Giuliano liegt an der Bahnstrecke Novoli–Gagliano Leuca.

## Sehenswürdigkeiten
Im alten Ortskern liegen die Kirchen San Giuseppe (Baubeginn: 1620) und Madre dedicata a San Michele Arcangelo. Letztere war im Februar 1743 durch ein Erdbeben zerstört worden. Sie wurde aber sofort wieder aufgebaut.